# Radio PSR
Radio PSR est une radio privée allemande du Land de Saxe (PSR signifie "Privater Sächsischer Rundfunk").

## Histoire
Radio PSR est la première radio privée du Land après l'obtention d'une licence en 1990. Le 1er juillet 1992, elle donne sa première émission à Leipzig. En 2005, elle quitte Delitzscher Straße pour de nouveaux locaux au Thomasgasse 2.
De 1995 à 1998, le duo Böttcher & Fischer anime la matinale et font augmenter l'audience de la radio.
En janvier 1998, est créé mir. marketing im radio GmbH & Co. KG. Elle s'occupe des publicités sur les radios, des événements, des sites internet et des nouveaux médias de Radio PSR, R.SA et Energy Sachsen.
En janvier 2001, une nouvelle filiale est fondée, SNN – Sachsen News Net Gmbh, un fournisseur de services de contenu. La radio devient la propriété de Regiocast.

## Programme
Radio PSR émet 24 h sur 24 h des chansons des années 1980 à aujourd'hui. Les informations sont diffusées cinq minutes avant chaque heure et chaque demi-heure.

### Source de la traduction
- (de) Cet article est partiellement ou en totalité issu de l’article de Wikipédia en allemand intitulé « Radio PSR » (voir la liste des auteurs).